# USS Essex (CV-9)
USS Essex (CV-9) byla letadlová loď Námořnictva Spojených států, která působila ve službě v letech 1942–1969. Jednalo se o vedoucí loď stejnojmenné třídy, která čítala celkem 24 postavených plavidel. Byla čtvrtou lodí amerického námořnictva nesoucí jméno Essex.
Kýl Essexu byl položen 28. dubna 1941 v loděnici Newport News Shipbuilding v Newport News ve Virginii. K spuštění lodi na vodu došlo 31. července 1942, její kmotrou byla Artemus L. Gatesová, manželka podtajemníka námořnictva pro letectví. Do služby byla zařazena 31. prosince 1942, první velitelem se stal kapitán Donald B. Duncan. Následně se účastnila několika válečných operací na pacifickém bojišti, kde si vysloužila Presidential Unit Citation a 13 battle star. Na začátku roku 1947 byla odstavena do rezerv a v letech 1949–1951 prodělala celkovou modernizaci SCB-27A. Poté byla znovu zařazena do aktivní služby a roku 1952 překlasifikována na útočnou letadlovou loď CVA-9. Zúčastnila se korejské války, kde si vysloužila další 4 battle star a Navy Unit Commendation. V letech 1955 a 1956 podstoupila modernizaci SCB-125, při níž také obdržela úhlovou letovou palubu. Po zbytek svého provozu sloužila v Atlantském oceánu, kde se také podílela na operacích za kubánské raketové krize. Roku 1960 byla její klasifikace změněna na protiponorkovou letadlovou loď CVS-9. V roce 1968 asistovala při přistání návratového modulu vesmírného letu Apollo 7. Ze služby byla vyřazena 30. června 1969, několik let zůstala odstavena a roku 1975 byla odprodána do šrotu.